# Gullane Entretenimento
Gullane Filmes é uma produtora de cinema brasileira.

## História
Fundada em 1996 como Gullane Filmes, possui parcerias com estúdios norte-americanos e participa de produções de audiovisual para cinema e televisão.

## Produções

### Televisão
- Carandiru, Outras Histórias
- Alice
- Lutas.doc
- Para Aceitá-la Continue na Linha
- Alice – Especial
- Nascemos para Cantar
- Desprogramado
- Extinções
- Ninguém Tá Olhando (2019)
- Boca a Boca (2020)
- Carcereiros

### Longas-metragens
- Bicho de Sete Cabeças - (2000)
- Carandiru - (2003)
- Narradores de Javé (2003)
- Benjamin - (2004)
- Nina - (2004)
- Crianças Invisíveis - (2006)
- Cafundó - (2006)
- O Ano em que Meus Pais Saíram de Férias - (2006)
- O Mundo em Duas Voltas
- Querô - (2007)
- O Magnata - (2007)
- Encarnação do Demônio - (2008)
- Chega de Saudade - (2008)
- Terra Vermelha - (2008)
- Cidade de Plástico - (2009)
- Viajo porque Preciso, Volto porque Te Amo - (2009)
- Meu País - (2009)
- As Melhores Coisas do Mundo - (2010)
- Mundo Invisível (2011)

### Curtas e média-metragens
- Geraldo Filme
- Seu Nenê da Vila Matilde
- A Delicadeza do Amor
- De Glauber para Jirges
- Formigas
- O Príncipe Encantado
- Magnífica Desolação
- Estação